# 1997 en Nouvelle-Écosse
Chronologie de la Nouvelle-Écosse
- 1993
- 1994
- 1995
- 1996
- 1997
- 1998
- 1999
- 2000
- 2001

Cette page concerne des événements survenus en 1997 dans la province canadienne de Nouvelle-Écosse.

## Politique

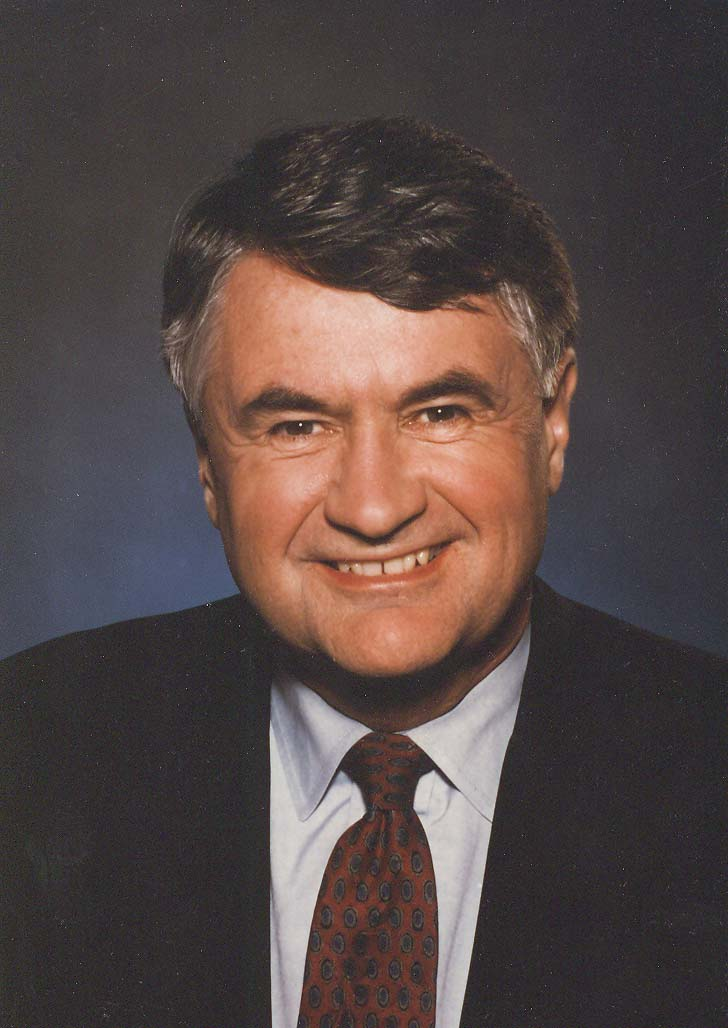
Russell MacLellan.

- Premier ministre : John Savage puis Russell MacLellan
- Chef de l'Opposition :
- Lieutenant-gouverneur : J. James Kinley
- Législature :